# Kanowna (Western Australia)
Kanowna ist eine Geisterstadt in der Region von Goldfields-Esperance in Western Australia, Australien, die etwa 615 Kilometer östlich von Perth und 20 Kilometer nordöstlich von Kalgoorlie-Boulder entfernt liegt. Es handelt sich um eine Stadt, die in einem australischen Goldrausch entstand.

## Name
Das Gebiet wurde zunächst White Feather 1893 genannt; und als dort Gold gefunden wurde, entstand eine Siedlung, die 1894 zur Stadt Kanowna ernannt wurde. Vermutlich stammt der Name nicht von den Aborigines, denn es gibt eine Viehstation am Cooper Creek in South Australia mit diesem Namen und in verschiedenen Quellen wird berichtet, dass der erste Goldsucher von dort kam. Kanowna könnte aber auch von „kana“ oder „gana“ stammen, was in der Sprache der Aborigines entweder Platz, an dem man schlecht schläft oder kann nicht schlafen bedeutet. Das Gebiet hat einen steinigen Untergrund, der ihn zu einem ungeeigneten Lagerplatz macht.

## Geschichte
Nach dem Goldfund 1893 wurde im gleichen Jahr die Stadt gegründet, die 1894 von etwa 2500 und 1899 von 12.500 Personen bewohnt wurde.
Die Stadt wurde 1895 aus dem Gebiet White Feather verlegt, da dort eine Manufaktur zur Herstellung von Zement aufgebaut wurde.
Als das Gold, das in einem Schwemmland gefunden wurde, ausgegraben worden war, folgte der Goldabbau unterirdisch, allerdings liegen die Goldadern nicht oberflächlich, sondern in großer Tiefe. Als die Goldfunde zurückgingen, entvölkerte sich die Stadt und die Eisenbahnstation wurde in der Zeit der Großen Depression geschlossen. 1953 wurde der Ort aufgegeben. Heute ist von der Stadt lediglich das Gelände der Eisenbahnstation erkennbar und zwei Friedhöfe und Bergwerke sind erhalten geblieben. Die Kalgoorlie Historical Society hat die Plätze markiert, auf denen sich bedeutende Gebäude befanden.
Der Goldpreis, der in den 1970er Jahren anstieg, rief eine erneute Suche nach Gold hervor und als Geologen dort durch Bohrungen auf große Goldvorkommen stießen, wurde der Bergbau im Jahr 1984 wieder im Tagebau aufgenommen, der seit 2002 in der Kanowna-Belle-Goldmine in drei Bergwerken von Barrick Gold mit etwa 300 Beschäftigten im Untertagebau betrieben wird.